# Dasun
Dasun is een bestuurslaag in het regentschap Rembang van de provincie Midden-Java, Indonesië. Dasun telt 670 inwoners (volkstelling 2010).